# Чухнюк, Елена Мироновна
Еле́на Миро́новна Чухню́к (12 марта 1917 — 10 мая 2014) — старший машинист паровозной колонны, Герой Социалистического Труда (1943), Почётный железнодорожник (1941).

## Биография
Родилась 12 марта 1917 года в селе Дьяковка Винницкого уезда, Подольской губернии, Российская империя в крестьянской семье.
В 1938 году поступила на курсы помощников машиниста паровоза (паровозного машиниста) при Гомельском локомотивном депо Белорусской железной дороги, по окончании которых работала в депо Гомель помощником машиниста паровоза, затем — машинистом колонны Белорусской железной дороги. Водила большегрузные поезда на Оршу, Могилёв, Чернигов. 
В 1941 году ей присвоено звание «Почётный железнодорожник».
В период Великой Отечественной войны водила воинские поезда с оружием и боеприпасами к линии фронта — под Ельцом, Сталинградом, Курском, на Днепре. С 1942 года — старший машинист паровозной колонны № 4 особого резерва НКПС СССР (на станции Москва-Киевская), возглавляла комплексную бригаду паровоза «Эм723-88», имея в подчинении две бригады. В 1942 году, ведя состав с военной техникой на Сталинградский фронт, на станции Петров Вал при налёте вражеских бомбардировщиков была ранена.
Указом Президиума Верховного Совета СССР от 5 ноября 1943 года «за особые заслуги в обеспечении перевозок для фронта и выдающиеся достижения в восстановлении железнодорожного транспорта в условиях военного времени» удостоена звания Героя Социалистического Труда с вручением ордена Ленина и золотой медали «Серп и Молот» (№ 92). Наряду с А. Н. Александровой и А. П. Жарковой она была одной из первых железнодорожниц СССР, получивших это звание.
Зимой 1943—1944 годов на Северо-Печорской железной дороге водила поезда с углём; в условиях сильных морозов организовала скоростное движение угольных маршрутов, сократив время доставки груза в три раза. Затем обеспечивала Курское направление (Брянск — Унеча — Сухиничи), участки Юго-Западной и Львовской железных дорог (Киев — Казатин — Жмеринка — Гусятин — Львов — Тернополь — Перемышль).
После войны окончила Московский электромеханический институт инженеров транспорта, работала в Министерстве путей сообщения СССР. Избиралась депутатом Верховного Совета СССР 2-го созыва (1946—1950; член Совета Союза от Гомельской области).
С 1981 года — на пенсии. Состояла в Центральном совете ветеранов железнодорожного транспорта. Проживала в Москве. Умерла 10 мая 2014 года на 98-м году жизни. Похоронена в Москве на Троекуровском кладбище.

### Факты
- Чухнюк — единственная женщина-машинист паровоза в истории депо Гомель Белорусской железной дороги.
- 9 мая 1999 года Чухнюк привела на Поклонную гору к мемориалу Великой Победы специальный поезд с ветеранами-железнодорожниками.
- Биография Елены Чухнюк положена в основу сценария кинофильма «Путь славы» (1948; режиссёры Борис Бунеев, Михаил Швейцер; Мосфильм).

### Семья
Муж — офицер, преподаватель МАТИ Пётр Северин. Своих детей у супругов не было, воспитывали племянника Василия.

## Награды и звания
- Медаль «Серп и Молот» (№ 92) Героя Социалистического Труда (5 ноября 1943)
- Орден Ленина (1943)
- Знач «Почётный железнодорожник» (1941)
- Юбилейная медаль «65 лет Победы в Великой Отечественной войне 1941—1945 гг.» (2009)[6]

## Память
- Именем Е. М. Чухнюк в честь её 85-летия назван электропоезд «ЭТ2М-045» Октябрьской железной дороги, локомотивное депо станции Крюково (12 марта 2002)[7].
- Почётный гражданин Таганского района Москвы (решение муниципального собрания внутригородского муниципального образования «Таганское» в городе Москве от 30 августа 2006 года № 7-13/56)[8][9]
- Имя «Елена Чухнюк» присвоено дизель-поезду «ДР1Б-505» локомотивного депо станции Гомель Белорусской железной дороги (февраль 2007); поезд курсирует по маршруту Гомель — Могилёв и на других направлениях.
- Почётный житель Таганского района города Москвы[10].